# Tipula rusticola
Tipula rusticola är en tvåvingeart som beskrevs av Doane 1912. Tipula rusticola ingår i släktet Tipula och familjen storharkrankar. Inga underarter finns listade i Catalogue of Life.